# سامورایی چشم آبی
سامورایی چشم آبی (انگلیسی: Blue Eye Samurai) یک مجموعه تلویزیونی اینترنتی اکشن در سبک پویانمایی بزرگسالان فرانسوی-آمریکایی است که توسط تیم زن و شوهر مایکل گرین و آمبر نویزومی ساخته و نوشته شده‌است. در ۱۱ دسامبر ۲۰۲۳، این سریال برای فصل دوم تمدید شد.

## خلاصه داستان
در قرن هفدهم میلادی در دوره ادو در ژاپن، یک استاد شمشیربازی در تلاش برای انتقام به صورت مخفیانه زندگی می‌کند و...

## صداپیشه‌گان
- مایا ارسکین در نقش میزو، یک بوشی چشم آبی با نژاد مختلط.
- ماسای اوکا در نقش رینگو، یک آشپز مرد خوش بین و بی‌دست که میزو را بت می‌کند.
- دارن بارنت در نقش تایگن، یک شمشیرباز مرد امیدوارکننده اما متکبر با ریشه‌های فروتن.
- برندا سونگ در نقش پرنسس آکمی، دختر متنعم اما با اراده یک ارباب تازه‌کار.
- جرج تاکی در نقش سکی

## تولید
در اکتبر ۲۰۲۰ گزارش شد که نتفلیکس تولید این سریال را با چراغ سبز انجام داده‌است، با خالقان گرین و نویزومی به عنوان نویسندگان، تهیه‌کنندگان اجرایی و مجریان برنامه، با انیمیشن هیبریدی 2D/3D توسط استودیوی فرانسوی که می‌خواستند «مثل یک نقاشی متحرک به نظر برسد» با طراحی شخصیت که از عروسک‌های بونراکو کشیده شده‌است. الهام از شخصیت، زاتوایچی «مرد بی‌نام» از آثار آکیرا کوروساوا گرفته شده‌است. سازندگان اعلام کرده‌اند که قصد دارند سه یا چهار فصل و یک اسپین‌آف احتمالی بسازند.

## انتشار
این سریال در ۳ نوامبر ۲۰۲۳ در نتفلیکس منتشر شد که شامل ۸ قسمت است. قسمت اول در تاریخ ۱ نوامبر، دو روز قبل، در کانال یوتیوب نتفلیکس منتشر شد.

## بازخوردها
- وب‌سایت جمع‌آوری نقد راتن تومیتوز یک امتیاز ۱۰۰٪ منتقد را با میانگین امتیاز ۸٫۳ از ۱۰ بر اساس ۱۶ بررسی گزارش کرده‌است. اجماع منتقدان این وب‌سایت می‌گوید: «سامورایی چشم آبی از لحاظ بصری خیره‌کننده در عین توجه ماهرانه به شخصیت، یک ماجراجویی انیمیشنی است که استادانه ساخته شده‌است».[۶]
- در متاکریتیک که از میانگین وزنی استفاده می‌کند، بر اساس ۶ منتقد، امتیاز ۸۸ از ۱۰۰ را به خود اختصاص داده‌است که نشان دهنده «تحسین جهانی» است.[۷]
- در سایت بانک اطلاعات اینترنتی فیلم‌ها بر اساس هفتادهزار رای این فیلم دارای نمره ۸/۷ از ۱۰ می‌باشد.